# Aue (Thalmässing)
Aue ([ˈaʊ̯ə] ) ist ein Gemeindeteil  des Marktes Thalmässing und eine Gemarkung im Landkreis Roth (Mittelfranken, Bayern). Die Gemarkung Aue hat eine Fläche von 4,047 km². Sie ist in 745 Flurstücke aufgeteilt, die eine durchschnittliche Flurstücksfläche von 5431,71 m² haben. In ihr liegt neben dem namensgebenden Ort der Gemeindeteil Kochsmühle.

## Lage
Das Kirchdorf liegt im Norden des Naturparks Altmühltal am Südwesthang des 553 m hohen Auer Berges, rund zweieinhalb Kilometer östlich von Thalmässing. Gemeindeverbindungsstraßen führen nach Schwimbach und über die Staatsstraße 2227 nach Thalmässing und zur 2,5 Kilometer östlich verlaufenden Autobahn A 9.

## Geschichte
Die Herren von Owe hatten im 12. Jahrhundert auf dem Auer Berg ihren Wohnsitz, den heutigen Burgstall Burschel. Später errichteten sie im Ort eine Burg neben der heutigen Kirche St. Ottilien. Im 16. Jahrhundert starb das Geschlecht aus.
Die gut 400 Hektar große Gemeinde Aue mit den beiden Gemeindeteilen Aue und Kochsmühle wurde 1972 im Zuge der Gemeindegebietsreform nach Thalmässing eingegliedert.

## Baudenkmäler
- Evangelisch-lutherische Filialkirche St. Ottilia
- Haus Nr. 19: Türgewände
- Haus Nr. 38: Bauernhaus

## Wirtschaft
In Aue besteht eine Mischung aus Gewerbe und Landwirtschaft. Die Tierhaltung ist zurückgegangen.

## Sonstiges
Am Wochenende des Erntedankfestes, meist der erste Sonntag im Oktober, wird Kirchweih gefeiert. Die Freiwillige Feuerwehr organisiert die Festivitäten, wie z. B. Kirchweih, Brunnenfest und die Sonnwendfeier.